# Tenke
Tenke ist eine Stadt in der Provinz Lualaba in der südlichen Demokratischen Republik Kongo.
Tenke liegt am Rand wichtiger Bergbaugebiete. Die größte der Minen in ihrem Gebiet ist die von Tenke-Fungurume.
Ein weiteres markantes Merkmal der Stadt ist der Bahnhof, der als wichtiger Knotenpunkt des afrikanischen transkontinentalen Netzes dient und die Kap-Kairo-Eisenbahn mit der Benguelabahn verbindet.